# El Astillero
El Astillero ist eine spanische Gemeinde (municipio) in der autonomen Region Kantabrien. 2024 hatte die Gemeinde 18.453 Einwohner.

## Geographische Lage
Die Gemeinde befindet sich an der Bucht von Santander am Fuße des Berges Peña Cabarga. El Astillero ist mit der Regionshauptstadt Santander agglomeriert und befindet sich unweit vom Flughafen Santander. Neben der Kernstadt zählt zum Gemeindegebiet das 1,5 km weiter westlich gelegene Dorf Guarnizo. Zwischen den beiden Ortschaften befindet sich das Industriegebiet „Morero“.

## Wirtschaft
Die Stadt war in der Vergangenheit von Industriebetrieben geprägt, die gewonnene Rohstoffe aus den Bergwerken des nahe gelegenen kantabrischen Gebirges verarbeitet haben. Wie in vielen anderen Regionen Europas hat die Bedeutung des Bergbaus jedoch auch in Nordspanien in den letzten Jahrzehnten stark abgenommen. Durch eine erfolgreiche Reformpolitik ist es jedoch gelungen, die Flächen der einstigen Schwerindustrie-Betriebe als intakte Industrie- und Gewerbegebiete zu erhalten und dort neue Unternehmen anzusiedeln. Dabei handelt es sich vor allem um mittelständische Unternehmen, die Produkte unterschiedlicher Art produzieren. In El Astillero gibt es über 2.000 Industrie-Arbeitsplätze, wobei 28,2 % aller Arbeitnehmer im industriellen Sektor beschäftigt sind.

### Verkehr
In der Kernstadt befinden sich zwei Bahnhöfe entlang der Schmalspur-Eisenbahnstrecke der Bahngesellschaft FEVE, die Santander mit Bilbao verbindet: El Astillero und La Cantábrica. In Guarnizo befindet sich ein Bahnhof an der Eisenbahnstrecke Santander – Palencia, die von Zügen der Staatsbahn RENFE bedient wird. An beiden Strecken findet ein S-Bahn-Verkehr nach Santander statt.
Über die Stadtautobahn S-10 existiert eine ausgebaute Straßenverbindung über Camargo nach Santander.
Der Flughafen Santander befindet sich in unmittelbarer Nähe zur Stadt.